# Michal Kolář (historik)
Michal Kolář (* 5. května 1966) je český historik a publicista.
Zabývá se novodobými československými dějinami a dějinami architektury převážně se zaměřením na období 1. poloviny 20. století.

### Monografie
- KOLÁŘ, Michal. Tomáš Garrigue Masaryk 7. 3. 1850 – 14. 9. 1937. 1. vyd. Praha: Svoboda, 1990. 16 s. ISBN 80-205-0119-3.
- KOSATÍK, Pavel; KOLÁŘ, Michal. Jan Masaryk - pravdivý příběh. 1. vyd. Praha: Mladá Fronta, 1998. 353 s. ISBN 80-204-0736-7.
- KOLÁŘ, Michal; DRHA, Vladimír. Edvard Beneš v Sezimově Ústí: vila, zahrada, domov. 1. vyd. Praha: Prostor, 2004. 310 s. ISBN 80-7260-117-2.
- KOLÁŘ, Michal; ČECHUROVÁ, Jana. Vila Hany a Edvarda Benešových. 2. vyd. Praha: Úřad vlády ČR, 2010. 24 s. ISBN 978-80-7440-026-1.
- KOLÁŘ, Michal; VĚTVIČKA, Václav. Vila Karla a Naděždy Kramářových. 1. vyd. Praha: Úřad vlády ČR, 2010. 26 s. ISBN 978-80-7440-029-2.
- KOLÁŘ, Michal. Strakova akademie. 1. vyd. Praha: Úřad vlády ČR, 2010. 22 s. ISBN 978-80-7440-046-9.
- KOLÁŘ, Michal. Hrzánský palác. 1. vyd. Praha: Úřad vlády ČR, 2010. 26 s. ISBN 978-80-7440-039-1.
- KOLÁŘ, Michal. Lichtenštejnský palác. 1. vyd. Praha: Úřad vlády ČR, 2010. 22 s. ISBN 978-80-7440-019-3.

### Studie a články
- Návraty. in: Hlas revoluce. 14. 8. 1990.
- Žila mezi námi. Vzpomínka na Hanu Benešovou. in: Slovo nejen pro muže. 1991.
- K historii Stavovského. in: Svobodné slovo. 13. 3. 1992.
- Tomáš Garrigue Masaryk: Život nebyl nekonečný. in: Český deník. 19. 9. 1992.
- Edvard Beneš a Jozef Tiso. In: BYSTRICKÝ, Valerián; FANO, Štefan. Pokus o politický a osobný profil Jozefa Tisu. Bratislava: Slovak Academic Press, 1992. ISBN 80-900441-5-8.
- Prezident medzi mantinelmi. Prečo abdikoval Edvard Beneš?. in: Historická revue. 1993, čís. 1.
- Edvard Beneš – konec politické kariéry. In: DRDA, Adam. Edvard Beneš a střední Evropa. Praha: Institut pro středoevropskou kulturu a politiku, 1994. ISBN 80-85241-56-0.
- Epištoly „středečního důvěrníka“. Rozhlasové projevy Jana Masaryka z hlediska válečné propagandy. in: Odkaz. 1995, čís. 5.
- Letní sídlo Karla Kramáře. In: VODSEĎÁLEK, Ivo; SLÁDKOVÁ, Alice; ŘEHOŘOVÁ, Ivana. Putování s medvědem. Sborník vydaný k výročí 650 let města Vysokého nad Jizerou 1354 – 2004. Liberec: Bor, 2004. ISBN 80-86807-06-1.
- Sezimovo Ústí – památník Edvarda Beneše. in: Husitský Tábor, Supplementum 3. 2007.
- Teoretik urbanismu a tvůrce zahrad. in: Architekt. 2008, čís. 7.
- Karel Kramář a jeho sídla. In: BÍLEK, Jan; VELEK, Luboš. Karel Kramář (1860 – 1937). Život a dílo. Praha: Masarykův ústav a Archiv AV ČR v Nakladatelství Historický ústav, 2009. ISBN 978-80-86495-58-3, ISBN 978-80-7286-157-6.
- Fierlingerova 'zapomenutá' vila chátrá. in: Lidové noviny. 15. 9. 2011. Dostupné v archivu pořízeném dne 2011-09-25.

### Scénáře k televizním dokumentům
- Jan Masaryk (spoluautor Pavel Kosatík), Česká televize, 1998
- Paďousy – letní sídlo diplomatů (spoluautor Vladimír Drha), České televize, 2001